# Achtihotep
Achtihotep war ein altägyptischer Beamter der 4. Dynastie im Alten Reich. Er wirkte während und nach der späten Regierungszeit des Cheops und gehörte möglicherweise nicht der königlichen Familie an. Er bekleidete die Ämter eines Verwalters des Palastes und Aufsehers über Fische und Geflügel, Priester des Cheops sowie Priester der Bas von Nechen und trug außerdem den Titel Einziger Freund. Verheiratet war er mit Meretites, leibliche Königstochter, Priesterin des Cheops, der Hathor und der Neith. Es spricht einiges dafür, dass Meretites eine leibliche Tochter von Cheops war.

## Grabanlage
Die nur teilweise fertiggestellte Doppelgrabanlage (G 7650) befindet sich auf dem Ostfriedhof von Gizeh, direkt südlich neben der großen Mastaba des Anchhaf (G 7510) und wurde von George Andrew Reisner in die Chephrenzeit eingeordnet. Neuere Untersuchungen sprechen aber dafür, dass Teile des Kernmauerwerks bereits in den letzten Jahren des Cheops ausgeführt wurden und dass im Süden eine Grabkapelle angefügt wurde. Die Grabkapelle enthält zwei Scheintüren. Reliefs zeigen das Ehepaar und zwei Söhne: Teti und Neferhetep. Achtihoteps Granitsarkophag aus der Grabkammer befindet sich heute im Museum of Fine Arts in Boston, ebenso die Relieffragmente und Teile eines stark beschädigten Ersatzkopfes, der in der Straße vor der Mastaba gefunden wurde.